# Awaria w elektrowni jądrowej Lucens
Awaria w elektrowni jądrowej Lucens – jedna z czterech najpoważniejszych awarii elektrowni jądrowej w historii. Miała miejsce 21 stycznia 1969 roku w eksperymentalnej elektrowni jądrowej małej mocy koło Lucens w Szwajcarii. W awarii nikt nie został ranny, ani nie otrzymał dużych dawek promieniowania jonizującego. Analizy i badania związane z awarią zakończono w 1980.
Awaria doprowadziła do uszkodzenia rdzenia reaktora, przegrzewając materiał paliwowy, niszcząc koszulki paliwowe i ściany obiegu pierwotnego. Dopiero czwarta bariera ochronna, obudowa bezpieczeństwa w postaci ścian jaskini, w której zbudowano reaktor – powstrzymała dalsze rozpraszanie się substancji promieniotwórczych.

## Przebieg awarii

Przekrój poprzeczny przez element paliwowy reaktora jądrowego EJ Lucens

W grudniu 1968 roku reaktor przechodził zaplanowane remonty. Z uwagi na budowę układu chłodzenia reaktora, a dokładnie zastosowanie łożysk uszczelnianych wodą w pompach tłoczących chłodziwo (dwutlenek węgla), pewne ilości wody z łożysk dmuchaw dostały się do kanałów paliwowych. Niekorzystny układ geometryczny pozwolił wodzie na spłynięcie i osadzenie się wody w dolnej części kanałów. Woda spowodowała korozję koszulek paliwowych wykonanych z magnezu. Korozja dwóch zestawów była bardzo silna. Do zakończenia remontu niektóre części koszulki utleniły się całkowicie, odpadając i odsłaniając paliwo jądrowe.
Reaktor wznowił pracę 21 stycznia 1969 roku. Po uruchomieniu, fragmenty skorodowanych koszulek zaczopowały wlot chłodziwa do kanałów z uszkodzonymi prętami (chłodziwo wpływało od dołu).
Wraz ze zwiększaniem mocy reaktora, temperatura uszkodzonych i nie chłodzonych prętów rosła, aż osiągnęła temperaturę topnienia. Paliwo jądrowe zaczęło się topić i spływać, dalej blokując przepływ chłodzącego CO2. Reaktor był wyposażony w układ detekcji uszkodzeń koszulek paliwowych, ale działał on wolno, dając sygnał około 10 minut po wystąpieniu objawów awarii. Tymczasem rozgrzane do około 1000 °C paliwo jądrowe zaczęło gwałtownie reagować z dwutlenkiem węgla już w 6 minucie grzania. Sygnał do wyłączenia reaktora dało dopiero wyzwolenie się dużych ilości produktów rozszczepienia.
W międzyczasie rozgrzany blok grafitowy zdeformował się i zetknął z rurą ciśnieniową. Rozgrzana do 750 °C rura pękła na znacznej długości. Powstała różnica ciśnień spowodowała rozpad bloku grafitowego. Chłodziwo, fragmenty paliwa, grafitu i osprzętu zostały wyrzucone do zbiornika z ciężką wodą (moderatorem).
Naruszenie zbiornika spowodowało w końcu pęknięcie jednej z membran zbiornika. Dwutlenek węgla pod ciśnieniem wypchnął około 1100 kilogramów ciężkiej wody z jej zbiornika. Niedługo potem stopione pręty paliwowe, które wcześniej spłynęły w dół, zetknęły się z ciężką wodą. Zawarty tam magnez gwałtownie reagował ciężką wodą, tworząc duże ilości pary D2O i deuteru. Para spowodowała dalszy wzrost ciśnienia w zbiornikach ciężkiej wody, rozerwanie pozostałych 4 membran bezpieczeństwa i wyrzucenie poza zbiornik dalszych ilości ciężkiej wody i chłodziwa. Spowodowało to uszkodzenie dalszych zestawów paliwowych.

## Skutki

Rozmieszczenie i stan prętów w rdzeniu reaktora jądrowej EJ Lucens

Produkty rozszczepienia wydostały się poza zbiornik ciężkiej wody. Środowisko zewnętrzne nie zostało skażone dzięki temu, że reaktor umieszczony był w jaskini. Jak pokazywały badania przeprowadzone przed uruchomieniem elektrowni, nieszczelności nie przekraczały 2% objętości na godzinę. Około 94% przecieków ulegało filtracji przez skały. Około 2 do 6% przecieku przenikało do sąsiednich grot, gdzie było filtrowanych przez układ wentylacji i odprowadzane kominem.
W awarii nikt nie został poszkodowany. W grocie reaktora dawka promieniowania osiągała poziom 1,2 Sv/h. Jednak dawka dla osoby, która w trakcie awarii i przez następne dni przebywałaby na granicy normalnej strefy ochronnej, wyniosłaby jedynie 0,6 μSv. Zaangażowany personel otrzymał dawki nieprzekraczające 1,5 mSv. Dawka kolektywna dla personelu wyniosła 17 miliosobosiwertów, tj. około 6% dopuszczalnej miesięcznej dawki kolektywnej.

## Działania po awarii
Analizy i badania związane z badaniem przebiegu i skutków awarii zakończono dopiero w 1980 roku, z uwagi na ich dogłębny charakter. Były one przeprowadzane przede wszystkim przez szwajcarski federalny instytut badań jądrowych. Doprowadziły one do konkluzji:
- układ geometryczny reaktora, który spowodował korozję paliwa, był unikalny i nie powtarza się w innych reaktorach tego czy innego typu,
- inne reaktory wykorzystujące dwutlenek węgla nie są zagrożone przenikaniem wody do rdzenia,
- system wykrywania uszkodzeń koszulek był zbyt wolny i za mało czuły.

Dokumentacja projektu elektrowni i zestawu paliwowego przewidywała podobny wypadek, ale nie przewidziano jego przyczyn. Konstrukcja została przyjęta z podjęciem takiego ryzyka, ale przy zachowaniu środków ostrożności w postaci umieszczenia reaktora właśnie w grocie skalnej.
Elektrowni nie uruchomiono ponownie. Jaskinia została zapieczętowana, a reaktor stał się pierwszym w Szwajcarii reaktorem, który poddano demontażowi.
Decyzję o tym, że teren nie będzie więcej używany do celów jądrowych podjęto w 1988. Szwajcarski urząd dozoru jądrowego zgodził się na wycofanie licencji jądrowej ośrodka pod warunkami:
- jaskinie nie będą finalnym miejscem gromadzenia opadów,
- jaskinie muszą „zachować stabilność”,
- wody gruntowe nie mogą przebiegać przez jaskinie,
- wody gruntowe nie mogą zostać skażone.

Demontaż trwał od 1972 do 2003. Składały się na niego takie prace, jak:
- odzyskanie i przetworzenie D2O,
- przeprowadzenie inspekcji uszkodzeń,
- stworzenie makiety rdzenia reaktora w celu oceny możliwości usunięcia zestawów paliwowych,
- demontaż głowic kolektorów i dystrybutorów dwutlenku węgla,
- naprawa urządzenia do obsługi paliwa jądrowego,
- pocięcie pokrywy zbiornika moderatora,
- usunięcie i demontaż zestawów paliwowych oraz załadowanie ich do transporterów,
- demontaż kalandrii,
- demontaż zbiornika moderatora,
- demontaż osłony biologicznej,

W ramach operacji dokonano zdalnego sondowania reaktora, również z użyciem narzędzi tnących. Stworzono też makiety treningowe.
Na operację zapieczętowania jaskini reaktora składała się:
- instalacja nowego systemu drenażu jaskini,
- zalanie betonem jaskini i zbiornika reaktora,
- wypełnienie przestrzeni między ścianami a betonem pęczniejącym mleczkiem cementowym,
- okresowe, do roku 2025, monitorowanie własności fizyko-chemicznych wody drenowanej z jaskini, odprowadzanej do rzeki Broye.

Teren elektrowni został wyłączony spod nadzoru jądrowego w 1992 roku i objęty nadzorem przez szwajcarskie federalne biuro ds. zdrowia publicznego. Tym samym zaprzestano tam wszelkiej działalności badawczej i naukowej. Obecnie należy on do kantonu Vaud. Część grot z systemu jaskiń (hala maszyn i tunel dostępowy) jest publicznie dostępna; jest miejscem wystaw i imprez kulturalnych.
W 1992 w jaskiniach zalegały materiały radioaktywne o aktywności jedynie 2,2 MBq.
Z jaskiń wydobyto łącznie około 20 ton nisko i średnio aktywnych materiałów promieniotwórczych. Przewieziono je w postaci 200 zbiorników 200-litrowych (nisko aktywne) i 25 zbiorników odpadów średnio aktywnych do Instytutu Badań Jądrowych w celu utylizacji (spopielenia i zacementowania). Ich łączna aktywność wynosiła 185 GBq.
Aktywne promieniotwórcze elementy rdzenia i obiegu pierwotnego, w ilości 310 ton (w tym 110 ton osłony samych zbiorników, które uległy wtórnej aktywacji) i o aktywności 4,44 TBq, zebrano w 6 stalowych zbiornikach. Do 2003 roku przechowywano je na terenie elektrowni, a potem przewieziono je na centralne szwajcarskie składowisko odpadów radioaktywnych ZWILAG.
Około 235 ton skażonych elementów metalowych pozostawiono w jaskiniach, po zalaniu betonem, w różnych sztucznych (np. po kondensatorach, po zbiorniku reaktora itp.) i naturalnych zagłębieniach jaskiń. W ten sposób zabezpieczono około 3,7 GBq aktywności promieniotwórczej.
Nieaktywowane i nieskażone elementy obwodów dwutlenku węgla nie mogły być sprzedane. Zostały one pozostawione jak są i zalane betonem przy zalewaniu samych jaskiń.